# Jürgen Czieschowitz
Jürgen (Jerzy) Czieschowitz (* 10. Januar 1944) ist ein ehemaliger deutscher Fußballspieler. In den 1960er und 1970er Jahren war er für den 1. FC Lokomotive Leipzig in der DDR-Oberliga, der höchsten Spielklasse im DDR-Fußball, aktiv.

## Sportliche Laufbahn
Zu seinem ersten Oberligaeinsatz kam Jürgen Czieschowitz in der Saison 1967/68. In der Begegnung des 15. Spieltages FC Karl-Marx-Stadt – 1. FC Lok (0:0) wurde er als Vertreter des standardmäßigen Verteidigers Peter Gießner aufgeboten. Es blieb bei diesem einzigen Oberligaspiel, zuvor war Czieschowitz aber schon im Spiel der 2. Runde des Messestädte-Pokals 1. FC Lok – FK Vojvodina Novi Sad (0:2) als Einwechselspieler für Stürmer Henning Frenzel eingesetzt worden. Zur Saison 1968/69 erschien Czieschowitz als Verteidiger im offiziell veröffentlichten Spieleraufgebot der Oberligamannschaft des 1. FC Lok. Während der Saison wurde er jedoch überwiegend im Mittelfeld eingesetzt, in der Hinrunde zunächst nur sporadisch, danach bestritt er alle Spiele der Rückrunde und kam insgesamt auf 20 Spiele. Am 23. Oberligaspieltag erzielte er im Heimspiel gegen Wismut Aue mit dem Ausgleichstreffer zum 1:1-Endstand das einzige Oberligator seiner Laufbahn. Auch in dieser Saison spielte der 1. FC Lok erneut im Messepokal. Dabei bestritt Czieschowitz wieder ein Spiel in der 2. Runde, diesmal gegen Hibernian Edinburgh. Bei der 0:1-Heimniederliga, mit der Leipzig aus dem Wettbewerb ausschied, war Czieschowitz in der Abwehr eingesetzt worden.
Am Saisonende musste Lok Leipzig aus der Oberliga absteigen. In der DDR-Liga-Saison 1969/70 bestritt Czieschowitz 14 der 30 ausgetragenen Punktspiele, erzielte den Siegtreffer zum 1:0 im entscheidenden Spiel am letzten Spieltag gegen den bisherigen Tabellenführer BSG Wismut Gera und verhalf damit seiner Mannschaft zur sofortigen Rückkehr in die Oberliga. Es war sein einziges Saisontor. Für die Oberligasaison 1970/71 war er zwar wieder für die 1. Mannschaft nominiert worden, er kam aber nicht mehr zum Einsatz, da er im November 1970 zu einem 18-monatigen Wehrdienst in der Nationalen Volksarmee eingezogen wurde. Während dieser Zeit konnte er mit der Armeesportgemeinschaft Vorwärts in Bestensee in der viertklassigen Bezirksklasse weiter Fußball spielen.
Nach seiner Entlassung aus der Armee kehrte Czieschowitz wieder zum 1. FC Lok zurück. In der Spielzeit 1972/73 bestritt er das erste Punktspiel in der Oberliga, danach kam er aber nur noch in der 2. Mannschaft zum Einsatz, die gerade in die DDR-Liga aufgestiegen war. Dort absolvierte er 20 der 22 Ligaspiele und kam einmal zum Torerfolg. 1973/74 war er ausschließlich in der 2. Mannschaft tätig, bestritt diesmal 18 Spiele, blieb aber torlos.
Im Sommer 1974 verließ Czieschowitz den 1. FC Lok Leipzig, blieb aber in Leipzig und schloss sich der Betriebssportgemeinschaft (BSG) Turbine an. Dort ließ er in der Bezirksklasse seine Laufbahn ausklingen, in der er in Oberliga und DDR-Liga insgesamt 74 Spiele absolviert und drei Tore erzielt hatte.